# 格陵蘭東殖民地

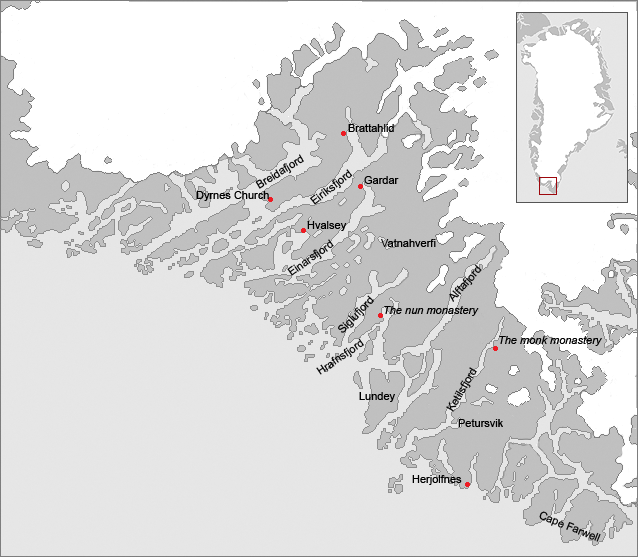
中世紀格陵蘭的諾爾斯人東殖民地地圖。該區域相當於現在的纳诺塔利克、卡科尔托克和纳萨克。已知的古諾爾斯人農場和教堂在地圖上和一些可能的地名一起標示。地名都已從諾爾斯文翻譯成英文。

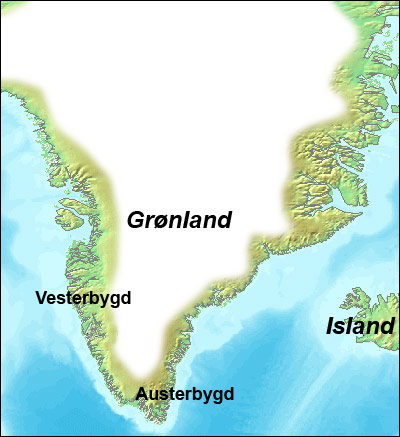
格陵蘭東殖民地和西殖民地位置圖。本圖文字為挪威文。

格陵蘭東殖民地是诺斯人在格陵蘭建立的三個殖民地（另外兩個是格陵蘭西殖民地和格陵蘭中殖民地）中第一個成立的，也是規模最大的一個。

## 歷史
格陵蘭東殖民地大約是在985年由自冰島移民當地從事農耕的諾斯人建立。該殖民地最多人的時候大約有3000到6000人，但也有考古學家根據墓葬研究認為人口最多時不超過2000人。東殖民地最後的文字紀錄是當地於1408年的一次婚禮，因此當地可能在大約1410到1420年期間被廢棄，比西殖民地晚了60到70年。
儘管它被稱為「東殖民地」，它的位置比同樣位於格陵蘭西南角的西殖民地更偏南方，且只有些微偏東方。並且它的居民點多在許多長峽灣的源頭，例如圖努力雅菲克峽灣（Tunulliarfik Fjord）、埃里克斯峡湾（Eiriksfjord）、伊格利庫（Igaliku）、埃納爾斯峽灣（Einarsfjord）、塞尔米利克峡湾（Sermilik Fjord）等。
在這個區域目前已找到大約500群廢棄的諾爾斯人農場，並找到了16個廢棄教堂（參見布拉塔里德、加达和赫瓦勒塞）。
當地諾爾斯移民的經濟型態主要是畜牧，尤其是養羊和牛；另外也大量獵捕海豹。14世紀的氣候逐漸惡劣可能使冬季的飼料需求上升，同時當地的草地則逐漸貧瘠。考古調查中根據骨骼進行的同位素分析顯示漁業在當時經濟上重要性逐漸增加，直到當地被廢棄為止。當地第一批移民的飲食有80%是農產品，20%是海產；但在14世紀開始當地居民的飲食有50-80%是來自海洋。
有研究显示，在维京人定居期间，冰川带外的海平面上升了约3.3米，这导致海岸线后退数百米。海平面上升是渐进的，并涵盖了整个格陵蘭東殖民地。此外，频发的洪水迫使许多沿海地点被遗弃。这些现象被认为是古维京人放弃格陵兰岛定居点的重要诱因之一。
61°00′N 45°25′W / 61.000°N 45.417°W

## 延伸閱讀
- Grønlands forhistorie, red. Hans Christian Gulløv, Gyldendal 2005, ISBN 87-02-01724-5
- Á hjara veraldar, Guðmundur J. Guðmundsson, Sögufélagið, 2005, ISBN 9979-9636-8-9